# Неліш (гміна)
Гміна Неліш (пол. Gmina Nielisz) — сільська гміна у східній Польщі. Належить до Замойського повіту Люблінського воєводства.
Станом на 31 грудня 2011 у гміні проживало 5813 осіб.

## Площа
Згідно з даними за 2007 рік площа гміни становила 113.16 км², у тому числі:
- орні землі: 80.00%
- ліси: 14.00%

Таким чином, площа гміни становить 6.04% площі повіту.

## Населення
Станом на 31 грудня 2011:
| Опис     | Загалом | Загалом | Чоловіки | Чоловіки | Жінки | Жінки |
| -------- | ------- | ------- | -------- | -------- | ----- | ----- |
| одиниця  | осіб    | %       | осіб     | %        | осіб  | %     |
| все      | 5813    | 100     | 2848     | 48.99    | 2965  | 51.01 |
| міське   | 0       | 100     | 0        |          | 0     |       |
| сільське | 5813    | 100     | 2848     | 48.99    | 2965  | 51.01 |

## Сусідні гміни
Гміна Неліш межує з такими гмінами: Ізбиця, Рудник, Старий Замосць, Сулув, Щебрешин, Замосць.